# Arthroleptis tuberosus
Espèce
Synonymes
- Arthroleptis variabilis var. tuberosa Andersson, 1905
- Arthroleptis procterae De Witte, 1921

Statut de conservation UICN

 DD  : Données insuffisantes
Arthroleptis tuberosus est une espèce d'amphibiens de la famille des Arthroleptidae.

## Répartition
Cette espèce se rencontre dans le Sud du Cameroun, au Gabon, au Congo-Brazzaville et dans le Nord du Congo-Kinshasa.
Sa présence est incertaine en Centrafrique.

## Publication originale
- Andersson, 1905 : Batrachians from Cameroon collected by Dr. Y. Sjöstedt in the years 1890-1892. Arkiv för Zoologi, vol. 2, no 20, p. 1-29 (texte intégral).